# Давидович, Анатолий Николаевич
Анато́лий Никола́евич Давидо́вич (бел. Анато́ль Мікала́евіч Давідо́віч, азерб. Anatо́li Nikolа́yeviç Davidо́viç, 28 марта 1965, д. Скабин, Копыльский сельсовет, Копыльский район, Минская область, Белорусская ССР — 13 июня 1992, Баку) — военнослужащий советской, затем — азербайджанской армии, майор. Национальный герой Азербайджана (1992, посмертно).

## Биография
Родился в семье военнослужащего. В детстве переехал с родителями в г. Слуцк. В 1982 году окончил среднюю школу № 10 г. Слуцка и поступил в Сумское высшее артиллерийское командное дважды Краснознамённое училище им. М. В. Фрунзе (г. Сумы, Украина). После его окончания служил в Вооружённых Силах СССР: в Группе советских войск в Германии, с 1989 года — в Азербайджане: начальник штаба артиллерийского полка Краснознамённого Закавказского военного округа (с декабря 1991 года — Вооружённых Сил СНГ). Полк, где служил Анатолий, дислоцировался в городе Гянджа.
В начале 1992 года капитан А. Давидович перешёл на службу в ряды Вооружённых сил Азербайджанской Республики. Приказом министра обороны Азербайджана ему было присвоено звание майора. В марте того же года 27-летний офицер-артиллерист приступил к службе. Был начальником артиллерийского штаба № 930, занимался подготовкой артиллеристов.
В ходе азербайджано-армянского вооружённого конфликта участвовал в боевых действиях по защите суверенитета и территориальной целостности Азербайджана. 9 июня 1992 года в Агдамском районе шли кровопролитные бои. В этих боях майор азербайджанской армии, умелый и мужественный командир А. Давидович служил примером для своих подчинённых, нанося противнику удар за ударом. Вооружённые формирования неприятеля терпели ощутимый урон от войск под командованием майора А. Давидовича. Анатолий проявил исключительный героизм в боях, когда азербайджанская армия перешла в наступление в Агдамском направлении. У села Нахичеваник молодой майор лично уничтожил несколько единиц вражеской боевой техники, ожесточённо сражался с противником.
В этом бою А. Давидович был тяжело ранен в голову, потерял много крови. Его срочно госпитализировали в центральный госпиталь в Баку, но старания врачей не принесли положительных результатов. 13 июня 1992 года майор А. Давидович скончался, не приходя в сознание. Похоронен на своей Родине, в Слуцке.
Указом президента Азербайджанской Республики № 24 от 3 июля 1992 года майору Давидовичу Анатолию Николаевичу было присвоено звание Национального героя Азербайджана (посмертно).

## Память
Именем А. Н. Давидовича названа улица в городе Гянджа, там же 10 апреля 2015 года установлена мемориальная доска в его честь.